# 小関智弘
小関 智弘（こせき ともひろ、1933年2月1日 - ）は、日本の作家・ノンフィクション作家。
東京市大森区（現・東京都大田区）生まれ。東京都立大学附属高等学校卒。大田区周辺の町工場に旋盤工として勤務。1960年代から『新日本文学』や同人誌『塩分』などを舞台に小説を発表、1977年『錆色の町』で直木賞候補、1978年『地の息』で同、1979年「羽田浦地図」で芥川賞候補、1981年「祀る町」で同、同年『大森界隈職人往来』で日本ノンフィクション賞受賞。2004年『職人学』で日経BP・BizTech図書賞、2015年『町工場のものづくり』で産経児童出版文化賞・産経新聞社賞受賞。 

## 著書
- 『粋な旋盤工』風媒社 1975　のち岩波現代文庫
- 『春は鉄までが匂った』晩声社 ルポルタージュ叢書 1979　のち社会思想社・現代教養文庫、ちくま文庫
- 『大森界隈職人往来』朝日新聞社 1981　のち文庫、岩波同時代ライブラリー、岩波現代文庫
- 『羽田浦地図』文芸春秋 1982　現代書館、2003
- 『鉄を削る 町工場の技術』太郎次郎社 シリーズしごとの発見 1985　のちちくま文庫
- 『町工場の磁界』現代書館 1986
- 『鉄を読む 小関智弘エッセイ集2』晩声社 1987
- 『鉄が泣く 小関智弘エッセイ集1』晩声社 1987
- 『町工場の人間地図』現代書館 1990
- 『鉄と暮らす 町工場瓦版』アグネ承風社 1992
- 『おんなたちの町工場』現代書館 1994　のちちくま文庫
- 『町工場・スーパーなものづくり』筑摩書房 ちくまプリマーブックス 1998　のち文庫
- 『町工場世界を超える技術報告』小学館文庫 1999
- 『ものづくりに生きる』岩波ジュニア新書 1999
- 『仕事が人をつくる』岩波新書 2001
- 『ものづくりの時代 町工場の挑戦』日本放送出版協会 NHK人間講座 2001　のちNHKライブラリー
- 『働くことは生きること』講談社現代新書 2002
- 『町工場巡礼の旅』現代書館 2002　のち中公文庫
- 『職人学』講談社 2003　のち日経ビジネス人文庫
- 『鉄の花 町工場短編小説集』小学館 2003
- 『働きながら書く人の文章教室』岩波新書 2004
- 『職人力』講談社 2005
- 『東京大森海岸ぼくの戦争』筑摩書房 2005
- 『職人ことばの「技と粋」』東京書籍 2006
- 『町工場で、本を読む』現代書館 2006
- 『道具にヒミツあり』岩波ジュニア新書 2007
- 『現場で生まれた100のことば 日本の「ものづくり」を支える職人たちの心意気』早川書房 2008
- 『越後えびかずら維新 日本ワイン葡萄の父/川上善兵衛異聞』小学館 2010
- 『どっこい大田の工匠たち 町工場の最前線』現代書館 2013
- 『町工場のものづくり 生きて、働いて、考える』少年写真新聞社 ちしきのもり 2014

### 編共著
- 『手仕事を見つけたぼくら』選 ガテン編集部共同編集 小学館文庫 2001
- 『ものづくりの現場から まちの希望がここにある』加藤正文,綱本武雄編 大久保裕晴,大裏篤,玉木新雌, 宮永英孝,吉田修共著 かもがわブックレット 2012